# Ungulaspis ungulata
Ungulaspis ungulata är en insektsart som först beskrevs av Green 1905.  Ungulaspis ungulata ingår i släktet Ungulaspis och familjen pansarsköldlöss. Inga underarter finns listade i Catalogue of Life.